# 7·4 남북 공동 성명
7·4 남북 공동 성명(7·4 南北 共同 聲明)은 1972년 7월 4일 대한민국과 조선민주주의인민공화국 당국이 국토 분단 이후 최초로 통일과 관련하여 합의, 발표한 공동성명이다. 1972년 박정희의 지시로 중앙정보부장 이후락이 조선민주주의인민공화국에 파견되어 김일성과 만나 자주, 평화, 민족대단결의 3대 통일 원칙을 제정하였다. 국제적 데탕트 분위기와 주한미군 철수선언, 군비경쟁 축소를 위해 제정되었으나 이후 통일논의를 통해 남북 양측이 자국 권력기반 강화를 위해 이용되었다.

## 배경
공산 진영은 1968년 체코슬로바키아에서 일어난 프라하의 봄, "사회주의가 위험에 처했다고 판단되면, 어느 사회주의 국가든 개입할 권리가 있다"는 브레즈네프 독트린, 1969년 중소 국경 분쟁 등으로 인해 공산권의 분열이 초래되었다.
자유 진영은 닉슨 독트린으로 핵문제 이외의 공격에 대해서는 당사국이 1차적 방위 책임을 진다는 등 자유 진영에도 위기감이 들었다. 한반도에서는 미군의 부분 철수, 미ᆞ중의 화해 무드로 양국과 동맹 관계에 있던 남북은 변화하는 국제정치환경에 적응할 필요성이 대두되었다.
대한민국의 경우 당시 박정희가 이끌던 제3공화국의 정치적 위기가 가장 큰 배경이었다. 전태일 열사 사건 등 대내적 위기에 직면하고 있었다. 그리고 조선민주주의인민공화국의 경우 ‘남한의 민주공화당을 포함한 모든 정당, 사회단체 및 개별적 인사들과 아무 때나 접촉할 용의’를 표명했는데 이는 1971년 국제 연합의 성격 변화(중화민국의 제명과 중화인민공화국의 가입)에 아우른 미국과 중화인민공화국의 화해무드를 등에 업은 것이라 볼 수 있었다. 당시는 미국과 중공의 관계가 우호적으로 변해가던 시기와 맞물리면서 1972년에는 미국 대통령 리처드 닉슨과 중화인민공화국 수상 저우언라이가 상하이에서 공동성명을 통해 미국의 대한민국에 대한 지지와 한반도 긴장 완화, 교류증진에의 노력을 지지하는 것과 중공의 조선민주주의인민공화국에 대한 평화통일 8개항 방안과 언커크 해체 요구입장의 지지를 주 내용으로 함을 선언하기에 이른다.
조선민주주의인민공화국의 경우 세계적 데탕트 분위기를 이용하여 주한미군 철수를 현실화시키기 위해, 북한의 경제적 어려움을 극복하기 위해 대화에 임했다. 국가예산 지출액의 30%선을 상회하는 국방비를 줄이기 위해서 남북대화를 통해 ‘군사문제를 우선 해결’하여 주한미군을 철수시키고 그에 따라 군사비를 동결하여 남는 재원을 경제부문에 투입하겠다는 의도였다. 이러한 대외적 상황을 배경으로 둔 조선민주주의인민공화국의 남북회담 제스처에 대한민국 정부가 부응함으로써 1971년 9월 20일 비밀리에 남북 적십자 회담이 개최되었다. 이후 서울과 평양 간 남북관계 개선과 통일문제 협의를 위한 여러 회담이 진행되어 공동 성명을 발표하기에 이른다.
한편 당시 CIA의 보고서에 따르면 박정희 대통령이 대화에 응한 이유가 북한이 남북대화를 통해 남한 여론을 분열시키고 미군 철수에 대한 정당성을 주장하려는 북한의 의도를 일시적으로 저지하려 했기 때문이며, 그가 후에 정상회담을 할 의향은 없을 것이라 하였다. 박정희 대통령은 이후락 부장을 추가로 북한에 보내지 않을 것이고, 공동성명을 통해 설치되는 남북조절위원회는 고위급이 없는 실무진 위주로 구성되며, 남북적십자회담 지원 및 비무장지대 충돌 방지 목적으로만 할 것이라고 했다.

## 경과
성명 발표 이후, 남북은 남북조절위원회를 구성하고 서울과 평양을 오가며 여러 차례 회의를 하였다. 그러던 1973년 8월 28일 북한은 평양 방송을 통해 남북조절위원회 평양 측 김영주 공동위원장 명의로 남북대화를 중단한다는 성명을 발표하였다. 남한의 ‘6·23선언’이 ‘2개 조선’을 획책하는 분열주의 노선이라며 맹비난을 했으며, 이를 빌미로 진행되어 오던 남북대화를 중단하였다.

## 주요 내용
총 7개 항이 있으며, 쌍방은 1항에서 다음과 같은 조국통일 원칙을 합의하였다.
- 첫째, 통일은 외세에 의존하거나 외세의 간섭을 받음이 없이 자주적으로 해결하여야 한다.
- 둘째, 통일은 서로 상대방을 반대하는 무력행사에 의거하지 않고 평화적 방법으로 실현해야 한다.
- 셋째, 사상과 이념, 제도의 차이를 초월하여 우선 하나의 민족으로서 민족적 대단결을 도모하여야 한다.

해석 차이
공동 성명에 대해 남북간 해석 차이가 있다. 이는 후에 있을 남북 대립의 원인이 되기도 한다.
- 자주: 대한민국은 남북이 당사자가 되어 민족문제를 해결해 나가되, 국제사회의 지지와 협력을 토대로 하는 열린 자주로 해석하였고, 조선민주주의인민공화국은 외세 배격을 통한 배타적 자주로 해석한다.
- 평화: 대한민국은 북한의 무력도발 포기와 상호 불가침으로 해석하였고, 조선민주주의인민공화국은 남한의 자주국방력 강화에 제동, 한미 합동군사훈련의 중단을 원했다.
- 민족대단결: 대한민국은 자유와 민주의 바탕에서 민족적 이질화를 극복하는 것으로 받아들였고, 조선민주주의인민공화국은 남한의 반공정책 포기, 국가보안법 폐지를 원했다.

## 의의와 계승
남북의 양 정권이 통일을 위해 노력하겠다는 최초의 합의로서 의의를 가진다. 최초의 남북회담이다. 또한 기존의 외세의존적이고 대결지향적인 통일노선을 거부하고 올바른 통일의 원칙을 도출해냈다는 점에 의의가 있다. 한편 이는 2000년 남북 정상 회담으로 이어져 6·15 남북 공동선언으로 계승하는 시발점이 되었다. 7.4 남북공동성명에 대한 이해는 정권별, 시기별 이해보다 거시적인 역사적 제도적 차원에서 조망하는 것이 바람직하다.
1970년대까지 남북 사이에는 1·21 사태 등 특수공작대를 보내 상대를 타격하는 무장도발이 지속되었으며, 이에 따른 전쟁 재발의 두려움과 특수공작대 유지에 대한 부담이 증가하여 7·4 남북 공동 성명 2항에서 무장도발을 자제하기로 타협하였다.

## 한계와 비판
양측은 이 선언을 자신들의 권력기반 강화에 이용하였다. 7·4 남북 공동 성명을 발표한 지 3개월 만에 성명을 구실삼아 대한민국은 10월 유신을 발표하여 헌법을 이용한 독재를 하였다. 조선민주주의인민공화국에서는 첫 남북간 대화의 물꼬를 튼 분위기속에 사회주의헌법을 채택하여 주체사상을 확립하였다. 공동 성명을 통해 남북관계를 근원적으로 개선, 해결하지는 못했다. 공식적인 정부 당국 간의 회담이 아닌 준공식적 회담이기 때문에 무게감 있는 구속력은 없었다는 한계가 있다.

## 같이 보기
- 공동 성명
- 6·23 선언
- 남북한 동시 유엔 가입
- 한국의 재통일
- 한반도 분단
- 남북한 관계
- 의릉 구 중앙정보부 강당
- 조국통일3대헌장기념탑

## 참고 문헌
- 고양석 (2013). “7·4남북공동성명에서 10·4선언 채택까지 남북대화 연구” (PDF). 2018년 7월 4일에 확인함.